# Gabriella Ambrosio
Pour les articles homonymes, voir Ambrosio.
Gabriella Ambrosio, née en novembre 1954, est une écrivaine, journaliste italienne, directrice de création publicitaire et académique. Ses essais Siamo Quel che Diciamo (« Nous sommes ce que nous disons ») et Le Nuove Terre della Pubblicità (« Les Nouvelles Terres de la publicité ») sont très appréciés dans un grand nombre d'universités italiennes,. Sa première nouvelle, Prima di Lasciarsi (Douze heures avant), relate un attentat-suicide commis à Jérusalem, et est traduite en plusieurs langues y compris en hébreu et en arabe.

## Études et début de carrière
Titulaire d'un diplôme de philosophie délivré par l'Université de Naples, elle est journaliste et rédactrice publicitaire.

## Carrière
En 1992, elle cofonde l'agence de publicité AM, actuellement YesIAm, qui reçoit plusieurs prix internationaux de créativité. Elle occupe également la fonction de professeur en communication à l'Université La Sapienza de Rome,, et elle est membre du Club des directeurs artistiques italiens, l'association de professionnels italiens de la publicité.

## Nouvelle
Prima di Lasciarsi est sa première nouvelle dont le thème est l'histoire vraie d'un attentat-suicide commis en 2002 dans un supermarché par Ayat al-Akhras, une jeune fille palestinienne de 17 ans vivant dans le camp de réfugiés de Dheisheh, à Kyriat HaYovel, Jérusalem. Le livre raconte les dernières heures de vie de la terroriste et de ses victimes, une jeune fille de 17 ans et un agent de la sécurité de Jérusalem dont l'intervention a sauvé les vies des nombreuses personnes présentes dans ce lieu très animé en cette veille de Pessah. L'histoire commence à 7 heures le matin, le jour de l'attentat, et se termine par une terrible explosion. Malgré le très court laps de temps, 7 heures, envisagé du point de vue des différents personnages le livre veut donner un aperçu de la réalité complexe existante entre Israël et la Palestine ,.
Le livre est publié en Italie en 2004 par la maison d'édition Nutrimenti Publishers, et récompensé au Festival du Premier roman de Chambéry. En 2008, il est publié en arabe et en hébreu et sponsorisé par Amnesty International. Les organisations de droits humanitaires et les collèges israéliens situés sur le territoire palestinien et en Israël l'utilisent comme outil d'éducation,.
Il est publié au Royaume-Uni, en Australie et en Nouvelle-Zélande par la maison d'édition Walker Books sous le titre Before we say goodbye (en), en France et en Allemagne, respectivement sous le titre Douze heures avant, et Der Himmel über Jerusalem, ainsi qu'en Espagne, en Turquie, en Grèce, en Corée du Sud, et en Chine.
Il est actuellement étudié dans les universités du Royaume-Uni et du Canada, et cité comme œuvre littéraire de référence en matière de droits de l'homme (en),.

## Autres romans et nouvelles
Sticko est publiée en 2009 dans le livre Freedom,, une anthologie de 36 nouvelles écrites par un groupe de romanciers internationaux qui s'inspirent d'un article de la Déclaration universelle des droits de l'homme, et par la suite, elle sera publiée au Canada, aux États-Unis, en Espagne, en Italie, en Turquie et en Pologne.
Sticko aborde la question de la torture et fait écho aux événements de Gênes en Italie, durant le sommet du G8 de 2001,.
Aux États-Unis, la nouvelle est nommée au Prix Pushcart 2015 par The Atlas Review .

## Publications

### Production non-romanesque
- Siamo Quel che Diciamo (Nous sommes ce que nous disons)  (ISBN 88-8353-536-7)
- Le Nuove Terre della Pubblicita (Les nouvelles terres de la publicité)   (ISBN 88-8353-408-5)

### Romans et nouvelles
- Prima di Lasciarsi 2004.  (ISBN 88-88389-26-1)
- לפני הפרידה, Pardes, 2008.  (ISBN 978-965-7171-79-0)
- Prima di Lasciarsi, Arabie, 2008
- Before We Say Goodbye, 2010.  (ISBN 978-1-4063-2504-1)
- Douze heures avant, Gallimard (France), 2011.  (ISBN 978-2-07-063842-0)
- Der Himmel uber Jerusalem, Fischer (Allemagne), 2012.  (ISBN 978-3-596-85471-4)
- Antes de despedirnos, Planeta, Espagne, 2011.  (ISBN 978-84-279-0138-4)
- Ayrılmadan Önce, Kemzi Kitabevi, Turquie, 2011.  (ISBN 978-975-14-1431-1)
- Prima di Lasciarsi, Psichogios, Grèce, 2012.  (ISBN 978-960-496-634-9)
- 안녕이라고 말하기 전에 Joongang Books, Corée, 2012.  (ISBN 9788927803515)
- 哭泣的耶路撒冷, Jieli Publishing House, Chine. BSY310
- Freedom, 2009.  (ISBN 978-1-84596-494-8)